# Amade ibne Hambal
Amade ibne Maomé ibne Hambal Abu Abedalá Axaibani (em árabe: أَحْمَد بْن حَنْبَل الذهلي; romaniz.: Aḥmad ibn Ḥanbal al-Dhuhlī; Bagdá, 23 de novembro de 780 — Bagdá, 2 de agosto de 855) foi um jurisconsulto muçulmano, teólogo, ascese, hádice tradicionalista e fundador da escola hambalita de jurisprudência sunita — uma das quatro principais escolas jurídicas ortodoxas do Islã sunita. O estudioso mais influente e ativo durante sua vida, Ibne Hambal passou a se tornar “uma das figuras intelectuais mais veneradas” da história islâmica, que teve uma “profunda influência afetando quase todas as áreas” da perspectiva tradicionalista no Islã sunita. Um dos principais proponentes clássicos de confiar em fontes escriturais como base para a lei islâmica sunita e modo de vida, ibne Hambal compilou uma das mais importantes coleções de hádice sunitas, o Musnad, que continuou a exercer influência considerável no campo de estudos de hádice até o momento.
Tendo estudado fiqh e hádice com muitos professores durante sua juventude, ibne Hambal ficou famoso em sua vida posterior pelo papel crucial que desempenhou na Mihna, a inquisição instituída pelo califa abássida Almamune no final de seu reinado, na qual o governante deu apoio oficial do Estado ao dogma muʿtazilita de que o Alcorão foi criado, uma visão que contradizia a doutrina ortodoxa de que o Alcorão é a eterna e incriada Palavra de Deus. Vivendo na pobreza ao longo de sua vida trabalhando como padeiro e sofrendo perseguições físicas sob os califas por sua adesão inabalável à doutrina tradicional, a coragem de ibne Hambal neste evento particular apenas reforçou sua “reputação retumbante” nos anais da história sunita.
Ao longo da história islâmica sunita, ibne Hambal foi venerado como uma figura exemplar em todas as escolas tradicionais de pensamento sunita, tanto pelos ulemás exotéricos quanto pelos místicos, com os últimos frequentemente designando-o como um santo em suas hagiografias. O mestre de hádice do século XIV, Aldaabi, referiu-se a ibne Hambal como “o verdadeiro Xeque do Islã e líder dos muçulmanos em seu tempo, o mestre de hádice e prova da religião”.
Na era moderna, o nome ibne Hambal tornou-se controverso em certos setores do mundo islâmico, porque o movimento de reforma hambalita conhecido como uaabismo o citou como uma influência principal com o reformador hambalita do século XIII, ibne Taimia. No entanto, alguns estudiosos argumentam que as próprias crenças de ibne Hambal, na verdade, não desempenharam “nenhum papel real no estabelecimento das doutrinas centrais do uaabismo”, por haver evidências, segundo os mesmos autores, de que “as autoridades hambalitas mais antigas tinham preocupações doutrinárias muito diferentes daquelas dos uaabistas”, rica como a literatura medieval hambalita é em referências a santos, visitação de sepulturas, milagres e relíquias. A este respeito, os estudiosos citaram o próprio apoio de ibne Hambal para o uso de relíquias como simplesmente um dos vários pontos importantes sobre os quais as opiniões do teólogo divergiram daquelas do uaabismo. Outros estudiosos sustentam que Amade ibne Hambal foi “o progenitor distante do uaabismo” que também inspirou imensamente o movimento de reforma conservadora do Salafismo.

## Biografia

### Juventude e família

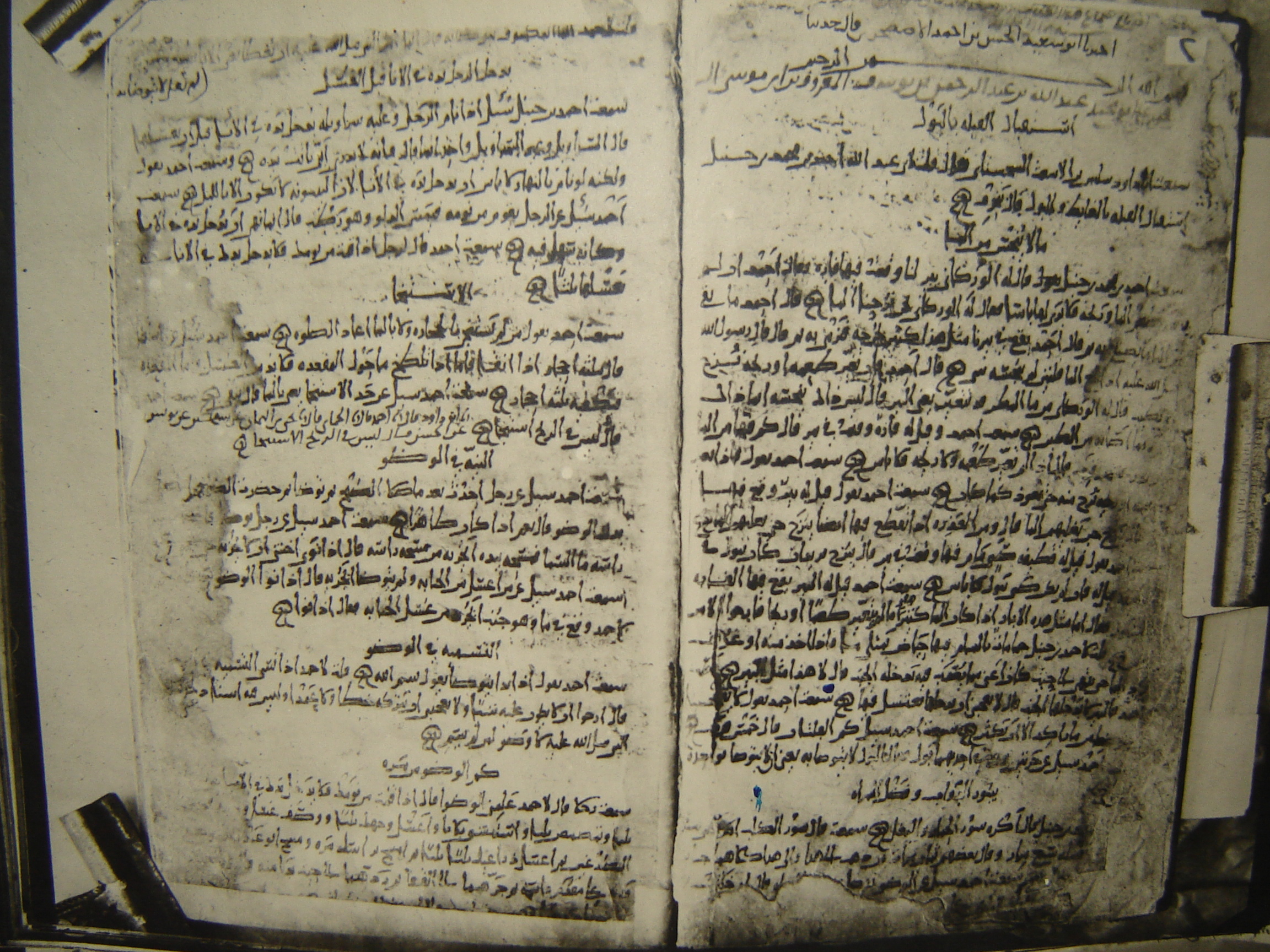
Manuscrito dos escritos jurídicos de ibne Hambal, produzido em outubro de 879

A família de Amade ibne Hambal era originalmente de Baçorá, no Iraque, e pertencia à tribo árabe Banu Dul. Seu pai era um oficial do exército abássida em Coração e mais tarde se estabeleceu com sua família em Bagdá, onde Amade nasceu em 780 EC.
Ibne Hambal teve duas esposas e vários filhos, incluindo um filho mais velho, que mais tarde se tornou juiz em Isfahan.

### Educação e escritos
Amade estudou extensivamente em Bagdá e depois viajou para continuar seus estudos. Começou a aprender jurisprudência (Fiqh) com o célebre juiz Hanafi, Abu Iúçufe, o renomado aluno e companheiro do imame Abu Hanifa. Após terminar seus estudos com Abu Iúçufe, ibne Hambal começou a viajar pelo Iraque, Síria e Arábia para coletar hádices ou tradições do Profeta Maomé. Ibne Aljauzi afirma que o imame Amade tinha 414 mestres de hádice de quem ele narrava. Com esse conhecimento, ele se tornou uma autoridade líder em hádice, deixando uma imensa enciclopédia de hádice, Musnade Amade ibne Hambal. Depois de vários anos de viagem, ele voltou a Bagdá para estudar a lei islâmica com Axafii.
Amade tornou-se um mufti em sua velhice e fundou a madhab hambalita, ou escola da lei islâmica, que agora é mais dominante na Arábia Saudita, Catar e Emirados Árabes Unidos. Ao contrário das outras três escolas de jurisprudência islâmica (Hanafi, Maliqui e Xafi), a madhab hambalita permaneceu amplamente tradicionalista ou Atari na teologia.
Além de seus empreendimentos acadêmicos, ibne Hambal foi um soldado nas fronteiras islâmicas (Arrábita) e fez o Haje cinco vezes em sua vida, duas vezes a pé.

### Morte
Ibne Hambal morreu na sexta-feira, 12 Rabi-ul-awwal, 241 AH/ 2 de agosto de 855 com a idade de 74–75 em Bagdá, Iraque. Os historiadores relatam que seu funeral foi assistido por 800 mil homens e 60 mil mulheres e que 20 mil cristãos e judeus se converteram ao Islã naquele dia. Seu qabr (túmulo) está localizado nas instalações do Santuário imame Amade ibne Hambal no distrito de al-Rusafa.

## A mihna
Ibne Hambal era conhecido por ser chamado perante a Inquisição ou Mihna do califa abássida Almamune. Almamune queria afirmar a autoridade religiosa do califa, pressionando os estudiosos a adotarem a visão de mu'tazila de que o Alcorão foi criado e não descriado. Segundo a tradição sunita, ibne Hambal estava entre os estudiosos que resistiram à interferência do califa e à doutrina mu'tazili de um Alcorão criado. A posição de ibne Hambal contra a inquisição pelo Mu'tazila (que era a autoridade governante na época) levou a escola hambalita a se estabelecer firmemente não apenas como uma escola de fiqh (jurisprudência legal), mas também de teologia.
Devido à sua recusa em aceitar a autoridade mutazilita, ibne Hambal foi preso em Bagdá durante o reinado de Almamune. Em um incidente durante o governo do sucessor de Almamune, Almotácime, ibne Hambal foi açoitado até a inconsciência. No entanto, isso causou revolta em Bagdá e Almotácime foi forçado a libertar ibne Hambal. Após a morte de Almotácime, Aluatique tornou-se califa e continuou as políticas de seu antecessor de aplicação mu'tazilita e, nessa busca, baniu ibne Hambal de Bagdá. Foi somente após a morte de Aluatique e a ascensão de seu irmão Mutavaquil, que era muito mais amigável com as crenças sunitas mais tradicionais, que ibne Hambal foi recebido de volta em Bagdá.

## Visões e pensamentos
A principal doutrina de ibne Hambal é o que mais tarde foi conhecido como “pensamento tradicionalista”, que enfatizava a aceitação apenas do Alcorão e do hádice como fundamentos da crença ortodoxa. Ele, no entanto, acreditava que apenas alguns poucos estavam devidamente autorizados a interpretar os textos sagrados.

### Teologia

#### Deus
Ibne Hambal entendeu que a definição perfeita de Deus é aquela dada no Alcorão, de onde ele sustentou que a crença adequada em Deus consistia em acreditar na descrição que Deus havia dado de Si na escritura islâmica. Para começar, ibne Hambal afirmou que Deus era Único e Absoluto e absolutamente incomparável a qualquer coisa no mundo de Suas criaturas. Quanto aos vários atributos divinos, ibne Hambal acreditava que todos os atributos regulares de Deus, como audição, visão, fala, onipotência, vontade, sabedoria, a visão dos crentes no dia da ressurreição, etc., deveriam ser literalmente afirmados como “realidades” (ḥaqq). Quanto aos atributos chamados “ambíguos” (mutas̲h̲ābih), como aqueles que falavam da mão, rosto, trono e onipresença de Deus, visão dos crentes no dia da ressurreição, etc., eles deveriam ser entendidos da mesma maneira. Ibne Hambal tratou esses versos nas escrituras com descrições aparentemente antropomórficas como versos muhkamat (claros); admitindo apenas um significado literal.
Além disso, ibne Hambal “rejeitou a teologia negativa (taʿṭīl) do jamismo e sua particular exegese alegorizante (taʾwīl) do Alcorão e da tradição, e não menos enfaticamente criticou o antropomorfismo (tas̲h̲bīh) do Mus̲h̲abbiha, entre os quais ele incluiu, no escopo de suas polêmicas, os jamitas como antropomorfistas inconscientes.” Ibne Hambal também foi um crítico da especulação aberta e desnecessária em questões de teologia; ele acreditava que era justo adorar a Deus sem o 'modo' do teologúmeno (bilā kayf), e sentiu que era sábio deixar para Deus a compreensão de Seu próprio mistério. Assim, ibne Hambal se tornou um forte proponente da fórmula bi-lā kayfa. Este princípio mediador permitiu que os tradicionalistas negassem ta'wil (interpretações figurativas) dos textos aparentemente antropomórficos, ao mesmo tempo, em que afirmavam a doutrina da “divindade incorpórea e transcendente”. Embora defendesse significados literalistas do Alcorão e declarações proféticas sobre Deus, ibne Hambal não era um fideísta e estava disposto a se envolver em exercícios hermenêuticos. A ascensão do imame Amade ibne Hambal e do Ashab al-Hadith, cuja causa ele defendia, durante a Mihna, marcaria o palco para o fortalecimento e a centralização das ideias corpóreas na ortodoxia sunita.

Ibne Hambal também reconheceu a “Forma Divina (Al-Şūrah)” como um verdadeiro atributo de Deus. Ele discordou daqueles teólogos especulativos que interpretavam a Forma Divina como algo que representa pseudodivindades como o sol, a lua, as estrelas, etc. Para ibne Hambal, negar que Deus realmente tem uma Forma é kufr (descrença). Ele também acreditava que Deus criou Adão “de acordo com Sua forma”. Censurando aqueles que alegaram que isso se referia à forma de Adão, ibne Hambal afirmou: 
“Aquele que diz que Alá criou Adão consoante a forma de Adão é um jahmi (incrédulo). Qual era a forma de Adão antes de Ele criá-lo?”

#### O Alcorão
Uma das contribuições mais famosas de ibne Hambal ao pensamento sunita foi o papel considerável que ele desempenhou no fortalecimento da doutrina ortodoxa de que o Alcorão é a “Palavra incriada de Deus” (kalām Allāh g̲h̲ayr mak̲h̲lūḳ). Por “Alcorão”, ibne Hambal entendia “não apenas uma ideia abstrata, mas o Alcorão com suas letras, palavras, expressões e ideias − o Alcorão em toda a sua realidade viva, cuja natureza em si”, segundo ibne Hambal, escapava à compreensão humana.

#### Taqlid
Amade ibne Hambal favoreceu a Ijtihad e rejeitou a Taqlid; a prática da adesão cega às madhabs (escolas legais). A firme condenação da Taqlid por Amade ibne Hambal é relatada no tratado do hambalita cádi Abederramão ibne Haçane (1196–1285 A.H / 1782–1868  E.C.) Fath al-Majeed. Comparando Taqlid com Shirk (politeísmo), ibne Hambal afirma: 
“Estou espantado com aquelas pessoas que sabem que um Sanad (ou seja, Cadeia de Transmissão) é autêntico e ainda assim, apesar disso, eles seguem a opinião de Sufyan, pois Alá (Glorificado seja Ele), diz: {E deixe aqueles que se opõem ao mandamento do Mensageiro (ou seja, sua Sunnah − formas legais, ordens, atos de adoração, declarações) (entre as seitas) cuidado, para que alguma Fitna (descrença, provações, aflições, terremotos, assassinatos, dominado por um tirano) deva acontecer a eles ou um doloroso tormento seja infligido a eles}. (An-Noor: 63) Você sabe o que é Fitna? Que Fitna é Shirk (politeísmo). Talvez a rejeição de algumas de suas palavras faria com que alguém duvidasse e se desviasse em seu coração e assim ser destruído.”

#### Intercessão
É narrado por Abu Becre Almaruazi em seu Mansak que ibne Hambal preferia que se fizesse tawassul ou “intercessão” por meio do Profeta em toda súplica, com o texto: “Ó, Deus! Estou me voltando para Ti com Teu Profeta, o Profeta da Misericórdia. Ó, Maomé! Estou me dirigindo contigo ao meu Senhor para que minha necessidade seja atendida.” Esse relato é repetido em muitas obras hambalis posteriores, no contexto da súplica pessoal como uma questão de jurisprudência. Ibn Qudamah, por exemplo, recomenda-a para a obtenção da necessidade em sua Wasiyya. Da mesma forma, ibne Taimia cita a fátua hambalita sobre a conveniência da intercessão do Profeta em toda súplica pessoal em seu Qāida fil-Tawassul wal-Wasiīla, onde ele a atribui ao “imame Amade e a um grupo de ancestrais piedosos” da Mansak de Almaruazi como sua fonte.

#### Misticismo
Como existem fontes históricas que indicam claramente “elementos místicos em sua piedade pessoal” e evidências documentadas de suas interações amáveis com vários dos primeiros santos sufis, incluindo Marufe de Carca, reconhece-se que o relacionamento de ibne Hambal com muitos dos sufis era de respeito e admiração mútuos. Qadi Abu Ya'la relata em seu Tabaqat: “[ibne Hambal] costumava respeitar muito os Sūfīs e demonstrar-lhes bondade e generosidade. Perguntaram-lhe sobre eles e lhe disseram que se sentavam constantemente nas mesquitas, ao que ele respondeu: 'O conhecimento os fez sentar'”. Além disso, é no Musnad de ibne Hambal que encontramos a maioria dos relatos de hádice sobre o abdal, quarenta santos principais “cujo número [conforme a doutrina mística islâmica] permaneceria constante, um sempre sendo substituído por outro em sua morte” e cujo papel fundamental na concepção sufi tradicional da hierarquia celestial seria detalhado por místicos posteriores como Hujuiri e ibn Arabi. Foi relatado que ibne Hambal identificou explicitamente Marufe de Carca como um dos abdal, dizendo: “Ele é um dos santos substitutos, e sua súplica é atendida.” Sobre o mesmo sufi, ibne Hambal perguntou mais tarde retoricamente: “O conhecimento religioso é algo mais do que o que Marufe alcançou?” Além disso, há relatos de ibne Hambal exaltando o antigo santo asceta Bixer, o Descalço, e sua irmã como dois excepcionais devotos de Deus, e de seu envio de pessoas com perguntas místicas a Bixer para orientação. Também está registrado que ibne Hambal disse, com relação aos primeiros sufis, “Não conheço nenhuma pessoa melhor do que eles.” Além disso, há relatos de que o filho de ibne Hambal, Sale, foi exortado por seu pai a estudar com os sufis. De acordo com uma tradição, Sale disse: “Meu pai me chamava sempre que um abnegado ou asceta (zāhid aw mutaqashshif) o visitava para que eu pudesse observá-lo. Ele adoraria que eu me tornasse assim.”
Quanto à recepção de ibne Hambal pelos sufis, é evidente que ele foi “tido em alta conta” por todos os principais sufis dos períodos clássico e medieval, e os cronistas sufis posteriores frequentemente designaram o jurista como um santo em suas hagiografias, elogiando-o tanto por seu trabalho jurídico quanto por sua apreciação da doutrina sufi. Hujuiri, por exemplo, escreveu sobre ele: “Ele se distinguia por sua devoção e piedade… Sufis de todas as ordens o consideram abençoado. Ele se associou a grandes xeques, como Dulnune do Egito, Bixer Alhafi, Sari Açacati, Marufe de Carca e outros. Seus milagres eram manifestos e sua inteligência era sólida… Ele acreditava firmemente nos princípios da religião e seu credo foi aprovado por todos os [teólogos].” Tanto os hagiógrafos sufis hambalita quanto os não hambalita, como Hujuiri e ibne Aljauzi, respectivamente, também fizeram alusão aos dons de ibne Hambal como milagreiro e à bênção de seu túmulo. Por exemplo, o próprio corpo de ibne Hambal era tradicionalmente tido como abençoado com o milagre da incorruptibilidade, com ibne Aljauzi relatando: “Quando o descendente do Profeta Abu Jafar ibne Abi Muça foi enterrado ao lado dele, o túmulo de Amade ibne Hambal foi exposto. Seu cadáver não havia apodrecido e a mortalha ainda estava inteira e intacta.”
Embora haja uma percepção de que ibne Hambal ou sua escola eram de alguma forma adversos ao Sufismo, estudiosos como Éric Geoffroy afirmaram que esta opinião é mais parcial do que objetiva, pois não há nenhuma prova de que a escola hambalita “[atacou] o Sufismo em si qualquer mais do que qualquer outra escola,” e é evidente que “durante os primeiros séculos alguns grandes sufis [como ibne Ata Alá, Almançor Alhalaje e Abedalá Ançari]... seguiram a escola de Direito Hambalita.” No século XII, a relação entre hambalismo e sufismo era tão estreita que um dos mais proeminentes juristas hambalita, Abdalcáder Guilani, também era simultaneamente o sufi mais famoso de sua época, e a Tariqa que ele fundou, a Cadíria, continuou a ser uma das ordens sufi mais difundidas até os dias atuais. Mesmo autores hambalita posteriores que eram famosos por criticar alguns dos “desvios” de certas ordens sufis, heterodoxas de sua época, como ibne Cudama, ibne Aljauzi e ibne Caim Aljauzia, todos pertenciam à própria ordem de Abdalcáder Guilani, e nunca condenou o sufismo abertamente.

#### Relíquias
Como foi observado por estudiosos, é evidente que ibne Hambal “acreditava no poder das relíquias” e apoiava a busca de bênçãos por meio delas na veneração religiosa. De fato, vários relatos da vida de ibne Hambal relatam que ele frequentemente carregava “uma bolsa ... em sua manga contendo ... cabelos do Profeta”. Além disso, ibne Aljauzi relata uma tradição narrada pelo filho de ibne Hambal, Abedalá ibne Amade ibne Hambal, que relembrou a devoção de seu pai para com as relíquias assim: “Vi meu pai pegar um dos cabelos do Profeta, colocá-lo sobre sua boca e beijá-lo. Posso tê-lo visto, colocá-lo sobre seus olhos, mergulhá-lo em água e beber a água para curá-lo.” Da mesma forma, ibne Hambal também bebeu da tigela do Profeta (tecnicamente uma relíquia de “segunda classe”) para buscar bênçãos dela, e considerou tocar e beijar o mimbar sagrado do Profeta para bênçãos um ato permissível e piedoso. Ibne Hambal mais tarde ordenou que ele fosse enterrado com os cabelos do Profeta que ele possuía, “um em cada olho e um terço em sua língua”.
O estudioso sufi Gibril Haddad relata de Aldaabi que ibne Hambal “costumava buscar bênçãos das relíquias do Profeta.” Citando o relato acima mencionado sobre a devoção de ibne Hambal ao cabelo do Profeta, Aldaabi passa a criticar firmemente quem quer que encontre falhas nas práticas de tabarruk ou de buscar bênçãos de relíquias sagradas, dizendo: “Onde está agora o crítico do imame Amade? Também está autenticamente estabelecido que Abedalá [filho de ibne Hambal] perguntou a seu pai sobre aqueles que tocam a maçaneta do púlpito do Profeta e tocam a parede do quarto do Profeta, e ele disse: 'Não vejo nenhum mal nisso'. Que Deus proteja a nós e a vocês da opinião dos dissidentes e das inovações!”.
Quando perguntado por seu filho Abedalá sobre a legitimidade de tocar e beijar o túmulo do Profeta em Medina, ibne Hambal teria aprovado esses dois atos como permitidos conforme a lei sagrada.

### Jurisprudência
Segundo o estudioso hambalita Najemadim Atufi (morto em 716 A.H/1316 EC), Amade ibne Hambal não formulou uma teoria jurídica; já que “toda a sua preocupação era com o hádice e sua coleção”. Mais de um século após a morte de Amade, o legalismo hambalita emergiria como uma escola distinta; devido aos esforços de juristas como Abu Becre Alatrã (morto em 261 A.H/874 d.C.), Harbe Alquirmani (morto em 280 A.H/893 d.C.), Abedalá ibne Amade (morto em 290 A.H/903 d.C.), Abu Becre Alcalal (morto em 311 A.H/ 923 d.C.), etc., que compilou os vários veredictos legais de Amade.

#### Raciocínio independente dos muftis
Ibne Hambal também tinha um critério estrito para o ijtihad ou raciocínio independente em questões legais por muftis e ulemás. Uma história narra que ibne Hambal foi questionado por Zacaria ibne Iáia Adarir sobre “quantos hádices memorizados são suficientes para alguém ser um mufti [significando um jurista mujtahid ou alguém capaz de emitir fatwas fundamentadas independentemente]”. Conforme a narrativa, Zacaria perguntou: “Cem mil são suficientes?” ao que ibne Hambal respondeu negativamente, com Zacaria perguntando se eram duzentos mil, ao que recebeu a mesma resposta do jurista. Assim, Zacaria continuou aumentando o número até que, em quinhentos mil, ibne Hambal disse: “Espero que isso seja suficiente.” Como resultado, foi argumentado que ibne Hambal desaprovava o raciocínio independente daqueles muftis que não eram mestres absolutos em lei e jurisprudência.

#### Abusar do hádice
Ibne Hambal narrou de Maomé ibne Iáia Alcatã que este último disse: “Se alguém seguisse cada rukhṣa [dispensação] que está no hádice, ele se tornaria um transgressor (fāsiq)”. Acredita-se que ele citou isso devido ao grande número de tradições forjadas do Profeta.

#### Interpretação privada
Ibne Hambal parece ter sido um oponente formidável da “interpretação privada” e, na verdade, sustentava que apenas os estudiosos religiosos eram qualificados para interpretar adequadamente os textos sagrados. Um dos credos atribuídos a ibne Hambal começa com: “Louvado seja Deus, que em todas as eras e intervalos entre os profetas (fatra) elevou homens eruditos possuindo excelentes qualidades, que invocam aquele que se desvia (para retornar) ao caminho certo.” Foi apontado que este credo particular “se opõe explicitamente ao uso de julgamento pessoal (raʾy) … [como base] da jurisprudência.”

### Ética

#### Diferenças de opinião
Ibne Hambal foi elogiado tanto em sua própria vida quanto posteriormente por sua “aceitação serena das divergências jurídicas entre as várias escolas da lei islâmica”. Segundo estudiosos notáveis posteriores da escola hambalita como ibne Aqil e ibne Taimia, ibne Hambal “considerava toda madhhab correta e abominava que um jurista insistisse que as pessoas seguissem a dele mesmo que ela os considerasse errados e mesmo que a verdade seja uma em qualquer assunto.” Assim, quando o aluno de ibne Hambal, Ixaque ibne Balul Alambari, “compilou um livro sobre diferenças jurídicas (...) que ele chamou de O Núcleo da Divergência (Lubāb al-Ikhtilāf)”, ibne Hambal o aconselhou a nomear a obra como O Livro da Liberdade de Expressão (Kitāb al-Sa'a).

## Obras
Os seguintes livros são encontrados no al-Fihrist de ibne Anadim:
- Usool as-Sunnah: “Fundamentos da Tradição Profética (na Crença)”
- as-Sunnah: “A Tradição do Profeta (na Crença)”
- Kitab al-`Ilal wa Ma‘rifat al-Rijal: “O Livro das Narrações Contendo Falhas Ocultas e do Conhecimento dos Homens (de Hádice)” Riade: Al-Maktabah al-Islamiyyah
- Kitab al-Manasik: “O Livro dos Ritos do Haje”
- Kitab al-Zuhd: “O Livro da Abstinência” ed. Muhammad Zaghlul, Beirute: Dar al-Kitab al-'Arabi, 1994
- Kitab al-Iman: “O Livro da Fé”
- Kitab al-Masa'il: “Questões em Fiqh”
- Kitab al-Ashribah: “O Livro das Bebidas”
- Kitab al-Fada'il Sahaba: “Virtudes dos Companheiros”
- Kitab Tha'ah al-Rasul : “O Livro de Obediência ao Mensageiro”
- Kitab Mansukh: “O Livro da Abrogação”
- Kitab al-Fara'id: “O Livro dos Deveres Obrigatórios”
- Kitab al-Radd `ala al-Zanadiqa wa'l-Jahmiyya: “Refutações dos hereges e dos jamitas” (Cairo: 1973)
- Tafsir: “Exegese”
- Musnade Amade ibne Hambal

## Visões históricas
Ibne Hambal foi amplamente elogiado por seu trabalho no campo da tradição profética (hádice), jurisprudência e sua defesa da teologia sunita ortodoxa. Abdalcáder Guilani afirmou que um muçulmano não poderia ser verdadeiramente um santo de Alá, exceto se estivesse conforme o credo de ibne Hambal; apesar dos elogios de seus contemporâneos também, Iáia ibne Maim observou que ibne Hambal nunca se gabou de suas realizações.

### Jurisprudência
Existem algumas supostas opiniões de que suas opiniões jurídicas nem sempre foram aceitas. O exegeta do Alcorão Atabari, que certa vez visou estudar com ibne Hambal, afirmou mais tarde que não considerava ibne Hambal um jurista e não deu peso a suas opiniões no campo, descrevendo-o como um especialista em apenas tradição profética. No entanto, isso deve ser visto no contexto de seu tempo, pois a escola de ibne Hambal ainda estava em sua infância e não era seguida por tantas pessoas ainda em comparação com as outras escolas e os alunos tinham conflito com a escola de Atabari. Considere como o Masa'il do imame Amade, ou seja, a primeira compilação escrita das perguntas e respostas de ibne Hambal, foi escrita por Abu Becre Alcalal, que viveu na mesma época que Atabari, e a primeira compilação escrita do fiqh de ibne Hambal foi Alquiraqui, que também viveu na mesma época. O ensino mais sistemático da jurisprudência de ibne Hambal em estabelecimentos de ensino só ocorreu depois desse ponto.
Da mesma forma, alguns consideram como o estudioso andalusino ibne Abde Albar não incluiu ibne Hambal ou suas opiniões em seu livro Os excelentes Méritos escolhidos a dedo dos três Grandes Imãs Jurisprudentes sobre os principais representantes da jurisprudência sunita. No entanto, ibne Abde Albar realmente elogiou a jurisprudência de ibne Hambal dizendo: “Ele é muito poderoso no fiqh do madhab do ahl al-hadith e ele é o imame do 'ulama de ahl al-hadith.”
Seja como for, a grande maioria dos outros estudiosos reconhece as proezas de ibne Hambal como um jurista mestre digno de alguém cuja metodologia se tornou a base de sua própria escola de jurisprudência. Imame Axafi disse, entre muitos outros elogios, “Amade é um imame em oito campos: ele é um imame em hádice, jurisprudência, Al-Qur'an, Al-Lughah, Al-Sunnah, Al-Zuhd, Al-Warak, e Al-Faqr”. Al-Dhahabi, um dos maiores biógrafos islâmicos, observa em sua obra-prima Siyar A'lam Nubala que o estatuto de ibne Hambal na jurisprudência é semelhante a Alaite ibne Sade, Maleque ibne Anas, Axafi e Abu Iúçufe. Muhammad Abu Zahra, um estudioso hanafi contemporâneo, escreveu um livro intitulado ibne Hambal: Hayatuhu wa `Asruhu Ara'uhu wa Fiqhuh, e lá ele mencionou os fortes elogios de vários outros estudiosos clássicos a ibne Hambal e sua escola de jurisprudência.

### hádice
É relatado que ibne Hambal alcançou o título de al Hafidh de hádice segundo a classificação de Jamaladim Almizi, já que a concessão do título foi aprovada por ibne Hajar de Ascalão que ibne Hambal memorizou pelo menos 750 mil hádices durante sua vida, mais do que Albucari e Muslim ibne Alhajaje que memorizaram 300 mil hádices cada um, e Abu Daúde Assijistani que memorizou 500 mil hádices. Abu Zur'ah menciona que ibne Hambal memorizou 1 milhão hádices, 700 mil deles relacionados à jurisprudência.
Embora conforme a classificação de Marfu' hádice de ibne Abas, registrada por Atabarani, ibne Hambal alcançou o posto de miramolim alhádice, um posto que só foi alcançado por poucos estudiosos de hádice na história, como Maleque ibne Anas, Iáia ibne Maim, Hamade ibne Salama, ibne Almubaraque e Açuiuti. O Musnad de ibne Hambal não é, no entanto, classificado entre os Kutub al-Sitta, as seis grandes coleções de hádice.

### Primária
- Al-Ājurrī, Kitāb al-Sharīʿa, Beirute 2000[1]
- Al-Dhahabī, Siyar aʿlām al-nubalāʾ, ed. Shuʿayb al-Arnaʾūṭ e Ḥusayn al-Asad, 25 vols., Beirute 1401–9/1981–8
- Ibn Abī Yaʿlā, Ṭabaqāt al-ḥanābila, ed. Muḥammad Ḥāmid al-Fiqī, 2 vols., Cairo 1952
- Aḥmad b. Ḥanbal, al-Masāʾil wa-l-rasāʾil al-marwiyya ʿan al-imām Aḥmad b. Ḥanbal, ed. ʿAbdallāh b. Salmān b. Sālim al-Aḥmadī, 2 vols., Riade 1991
- Aḥmad b. Ḥanbal, al-ʿIlal wa-maʿrifat al-rijāl, ed. Waṣiyyallāh b. Muḥammad ʿAbbās, Bombaim 1408/1988
- Aḥmad b. Ḥanbal, Kitāb al-ṣalāh (with a supplement comprising Ibn Qayyim al-Jawziyya's al-Ṣalāh wa-aḥkām tārikīhā), ed. Zakariyyā ʿAlī Yusūf, Cairo 1971
- Amade ibne Hambal, Kitāb al-zuhd, ed. Muḥammad Jalāl Sharaf, Beirute 1981
- Amade ibne Hambal, al-Musnad lil-imām Aḥmad b. Ḥanbal, ed. Aḥmad Muḥammad Shākir, 20 vols., Cairo 1416/1995
- Amade ibne Hambal, al-Radd ʿalā l-zanādiqa wa-l-Jahmiyya, in ʿAlī Sāmī al-Nashshār e ʿAmmār Jumʿī al-Ṭālibī (eds.), ʿAqāʾid al-salaf (Alexandria 1971), 51–103
- Sale ibne Hambal, Sīrat al-imām Aḥmad b. Ḥanbal, ed. Fuʾād ʿAbd al-Munʿim Aḥmad, 2 vols. em um, Alexandria 1401/1981
- Ibne Aljauzi, Manāqib al-imām Aḥmad, ed. ʿĀdil Nuwayhiḍ, Beirute 1393/19732
- Ibne Catir, al-Bidāya wa-l-nihāya, 16 vols., Cairo 1418/1998
- Ibne Caim aljauzia, Ijtimāʿ al-juyūsh al-islāmiyya, ed. ʿAwwād ʿAbdallāh al-Muʿtaq, Riade 1419/1999
- Ibne Taimia, Darʾ taʿāruḍ al-ʿaql wa-l-naql, ed. Muḥammad Rashād Sālim, 11 vols., Riade 1979–81
- Abu Nuaim de Ispaã, Ḥilyat al-awliyāʾ wa-ṭabaqāt al-aṣfiyāʾ, 10 vols., Beirute 1409/1988
- Mari ibne Iúçufe Alcarmi, al-Shahāda al-zakiyya fī thanāʾ al-aʾimma ʿalā Ibn Taymiyya, ed. Najm ʿAbd al-Raḥmān Khalaf, Beirute 1404/1984
- Abu Becre Alcalal, al-Sunna, ed. ʿAṭiyya al-Zahrānī, 7 vols., Riade 1410/1989
- Abu Becre Amade ibne Maomé ibne Alhajaje Almaruazi, Kitāb al-waraʿ, ed. Samīr b. Amīn al-Zuhayrī, Riade 1418/1997.

### Secondária
- Binyamin Abrahamov, Islamic theology. Traditionalism and rationalism, Edimburgo 1998
- Binyamin Abrahamov, "The bi-lā kayfa doctrine and its foundations in Islamic theology," Arabica 42/1–3 (1995), 365–79
- Muḥammad Abū Zahra, Ibn Ḥanbal. Ḥayātuhu wa-ʿaṣruhu wa-fiqhuhu, Cairo 1947
- Michael Cooperson, "Aḥmad Ibn Ḥanbal and Bishr al-Ḥāfī. A case study in biographical traditions," SI 86 (1997/2), 71–101
- Michael Cooperson, Classical Arabic biography. The heirs of the prophets in the age of al-Maʾmūn, Cambridge 2000
- Daniel Gimaret, "Theories de l'acte humain dans l'école ḥanbalite," BEO 29 (1977), 157–78
- Ignáz Goldziher, "Aḥmed b. Muḥammad b. Ḥanbal," EI1
- Ignáz Goldziher, Vorlesungen über den Islam, Heidelberg 1910
- Gibril F. Haddad, The four imams and their schools, Londres 2007
- Wael B. Hallaq, "Was al-Shafiʿi the master architect of Islamic jurisprudence?," IJMES, 25 (1993), 590
- Livnat Holtzman, "Human choice, divine guidance and the fiṭra tradition. The use of ḥadīth in theological treatises by Ibn Taymiyya and Ibn Qayyim al-Jawziyya," in Yossef Rapoport and Shahab Ahmed (eds.), Ibn Taymiyya and his times, Karachi 2009
- Livnat Holtzman, Predestination (al-qaḍāʾ wa-l-qadar) and free will (al-ikhtiyār) as reflected in the works of the Neo-Ḥanbalites of the fourteenth century, Ph.D. diss., Bar-Ilan University 2003 (em hebreu)
- Nimrod Hurvitz, The formation of Ḥanbalism. Piety into power, Londres 2002
- Nimrod Hurvitz, "From scholarly circles to mass movements. The formation of legal communities in Islamic societies," American Historical Review 108/4 (2003), 985–1008
- Henri Laoust, "Aḥmad b. Ḥanbal," EI2
- Henri Laoust, La profession de foi d'Ibn Baṭṭa, Damasco 1958
- Henri Laoust, "Les premières professions de foi ḥanbalites," in Mélanges Louis Massignon (Damasco 1956–7), 3:7–35
- Wilferd Madelung, "The origins of the controversy concerning the creation of the Koran," in J. M. Barral (ed.), Orientalia hispanica (Leida 1974), 1:504–25
- George Makdisi, "Ḥanbalite Islam," in Merlin L. Swartz (ed.), Studies on Islam (Oxford 1981), 216–64
- Christopher Melchert, "The adversaries of Aḥmad ibn Ḥanbal," Arabica 44 (1997), 234–53
- Christopher Melchert, Ahmad ibne Hambal, Oxford 2006
- Christopher Melchert, The formation of the Sunni schools of law, 9th–10th centuries C.E., Leida 1997
- Christopher Melchert, "The Ḥanābila and the early Ṣūfīs," Arabica 48/3 (2001), 352–67
- Christopher Melchert, "The Musnad of Aḥmad ibn Ḥanbal," Der Islam 82 (2005), 32–51
- Christopher Melchert, "The piety of the Hadith folk," IJMES 34 (2002), 425–39
- John A. Nawas, "A reexamination of three current explanations for al-Maʾmūn's introduction of the miḥna," IJMES 26 (1994), 615–29
- Walter M. Patton, Aḥmed ibn Ḥanbal and the miḥna, Leida 1897
- Muḥammad Z. Siddiqi, Ḥadīth literature, ed. and revised by Abdal Hakim Murad, Cambridge 1993
- Morris S. Seale, Muslim theology. A study of origins with reference to the Church Fathers, Londres 1964
- Susan Spectorsky, "Aḥmad Ibn Ḥanbal's fiqh," JAOS 102/3 (1982), 461–5
- Susan Spectorsky, Chapters on marriage and divorce. Responses of Ibn Ḥanbal and Ibn Rāhwayh, Austin 1993
- W. Montgomey Watt, The formative period of Islamic thought, Edimburgo 1973
- W. Montgomey Watt, Islamic creeds, Edimburgo 1994
- Wesley Williams, "Aspects of the creed of Imam Ahmad ibne Hambal. A study of anthropomorphism in early Islamic discourse," IJMES 34 (2002), 441–63.

1. ↑  Entire bibliography is taken from Holtzman, Livnat, “Aḥmad b. Ḥanbal”, in: Encyclopaedia of Islam, THREE, Edited by: Kate Fleet, Gudrun Krämer, Denis Matringe, John Nawas, Everett Rowson